# 藤原淑子
藤原淑子（ふじわら の しゅくし/よしこ、承和5年（838年）- 延喜6年5月28日（906年6月22日））は、平安時代前期の貴族女性、女官。藤原長良の娘。右大臣藤原氏宗室（後妻）。異母兄妹に基経・高子らがいる。定省王（後の宇多天皇）を猶子とし、その即位に貢献した。尚侍・贈正一位。

## 生涯
斉衡3年（856年）父長良が死去。貞観2年（860年）、藤原氏宗と結婚。同年8月、従五位上に叙され宮廷に出仕。貞観14年（872年）夫氏宗が没し、寡婦となる。その後も宮廷にあり、元慶3年（879年）11月従三位、元慶6年（882年）1月正三位に昇叙。時康親王（後の光孝天皇）の第七王子・定省王（後の宇多天皇）を猶子とする。また、橘広相の娘である義子を養女に迎え、定省の室とした（定省の即位後、義子は女御となった）。
元慶8年（884年）2月光孝天皇が即位すると、4月尚侍に任じられた。定省王は臣籍に降り源定省となったが、仁和3年（887年）8月光孝天皇が重態となると、定省が急遽皇族に復帰し立太子、同日光孝天皇の崩御により践祚した。光孝天皇・宇多天皇の即位には、淑子の力が大きかったとされる。同年11月、従一位に至る。菅原道真が基経に叙位の事情を説明した書状（『奉昭宣公書』）には、彼女の功績は天皇の実母である班子女王や太政大臣である基経よりも大きなものとされたとある。
寛平元年（889年）亡夫氏宗の菩提を弔うため、円成寺を建立する。寛平9年（897年）、宇多天皇の養母の務めにより年給を賜る。延喜6年（906年）5月28日に69歳で薨去、同月30日正一位を贈られた。

## 藤原淑子を題材とした小説
- 杉本苑子『山河寂寥 ある女官の生涯』岩波書店 1999年